# Deuxième circonscription de la préfecture de Tottori
La deuxième circonscription de la préfecture de Tottori (鳥取県第2区, Tottori-ken dai-ni-ku) est l'une des deux circonscriptions législatives que compte la préfecture de Tottori au Japon. Cette circonscription comptait 234 731 électeurs en date du 1er septembre 2021.

## Description géographique
La deuxième circonscription de la préfecture de Tottori regroupe les villes de Yonago et Sakaiminato avec les districts de Saihaku et Hino ainsi que les bourgs de Yurihama, Kotoura et Hokuei.

## Députés
| Législature | Début de mandat | Fin de mandat | Député élu              |  | Parti politique |
| ----------- | --------------- | ------------- | ----------------------- |  | --------------- |
| 41e         | 1996            | 2000          | Hideyuki Aizawa (ja)    |  | PLD             |
| 42e         | 2000            | 2003          | Hideyuki Aizawa (ja)    |  | PLD             |
| 43e         | 2003            | 2005          | Yoshihiro Kawakami (ja) |  | SE              |
| 44e         | 2005            | 2009          | Ryōsei Akazawa (ja)     |  | PLD             |
| 45e         | 2009            | 2012          | Ryōsei Akazawa (ja)     |  | PLD             |
| 46e         | 2012            | 2014          | Ryōsei Akazawa (ja)     |  | PLD             |
| 47e         | 2014            | 2017          | Ryōsei Akazawa (ja)     |  | PLD             |
| 48e         | 2017            | 2021          | Ryōsei Akazawa (ja)     |  | PLD             |
| 49e         | 2021            | -             | Ryōsei Akazawa (ja)     |  | PLD             |